# Baltazar Zaháňský
Baltazar Zaháňský († 1472) byl kníže zaháňský z rodu slezských Piastovců.
Jeho otcem byl Jan I. Zaháňský. Knížetem byl spolu se svými bratry od smrti otce v roce 1439, mezi léty 1461 až 1468 byl odstaven od moci. V roce 1472 byl umořen hladem svým bratrem, posledním zaháňským Piastovcem, Janem II. Šíleným.